# Massila (província)

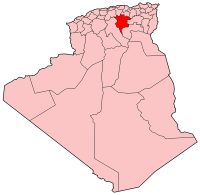

Massila (em árabe: المسيلة; romaniz.: al-Masila; em francês: M'sila, Msila ou MSila) é uma província da Argélia, com 47 comunas e 990 591 habitantes (Censo 2008).
A principal atração desta província são as ruínas de Alcalá dos Banu Hamade, que foram consideradas pela Unesco como patrimônio mundial em 1980. São vestígios da capital do Reino Hamádida, fundada em 1055 e demolida em 1152. Cinco palácios e uma enorme mesquita testemunham o passado glorioso da região.